# 波爾特冰川
86°50′S 153°30′W / 86.833°S 153.500°W
波爾特冰川是南極洲的冰川，距離南極約180英里，海拔高度8,000英尺，發源自南極高原，向東流經毛德王后山脈的羅森山脈，該冰川由美國探險隊發現，以托马斯·博尔特之名命名。